# Luidja
Koordinaten: 58° 56′ N, 22° 23′ O
Luidja ist ein Dorf (estnisch küla) in der Landgemeinde Hiiumaa (2013 bis 2017: Landgemeinde Hiiu, davor Landgemeinde Kõrgessaare) auf der zweitgrößten estnischen Insel Hiiumaa (deutsch Dagö).

## Beschreibung und Geschichte
Luidja (zu deutsch etwa „Dünen[dorf]“) hat heute 34 Einwohner (Stand 31. Dezember 2011).
Der Ort liegt 22 Kilometer südwestlich der Inselhauptstadt Kärdla (Kertel), direkt an der Bucht von Luidja (Luidja laht).
Beliebt ist der Ostsee-Badestrand von Luidja. Einige hundert Meter vom Dorfkern steht eine historische Bockwindmühle aus dem Jahr 1872.
Zwischen den Dörfern Luidja und Paope verläuft eine über zwei Kilometer lange Schwarzerlen-Pflanzung. Sie wurde zwischen 1904 und 1908 von dem aus Schwerin stammenden Forstmeister Karl Friedrich Wilhelm Ahrens angelegt, um den auf das Dorf vorrückenden Dünen Einhalt zu gebieten. Das 67,5 Hektar große Gebiet steht seit 1962 unter Landschaftsschutz. An Ahrens, der im Dorf Isabella lebte, erinnert heute ein Gedenkstein, den der Bildhauer Robert Rannast (* 1928) im Jahr 1989 geschaffen hat.